# Ahle

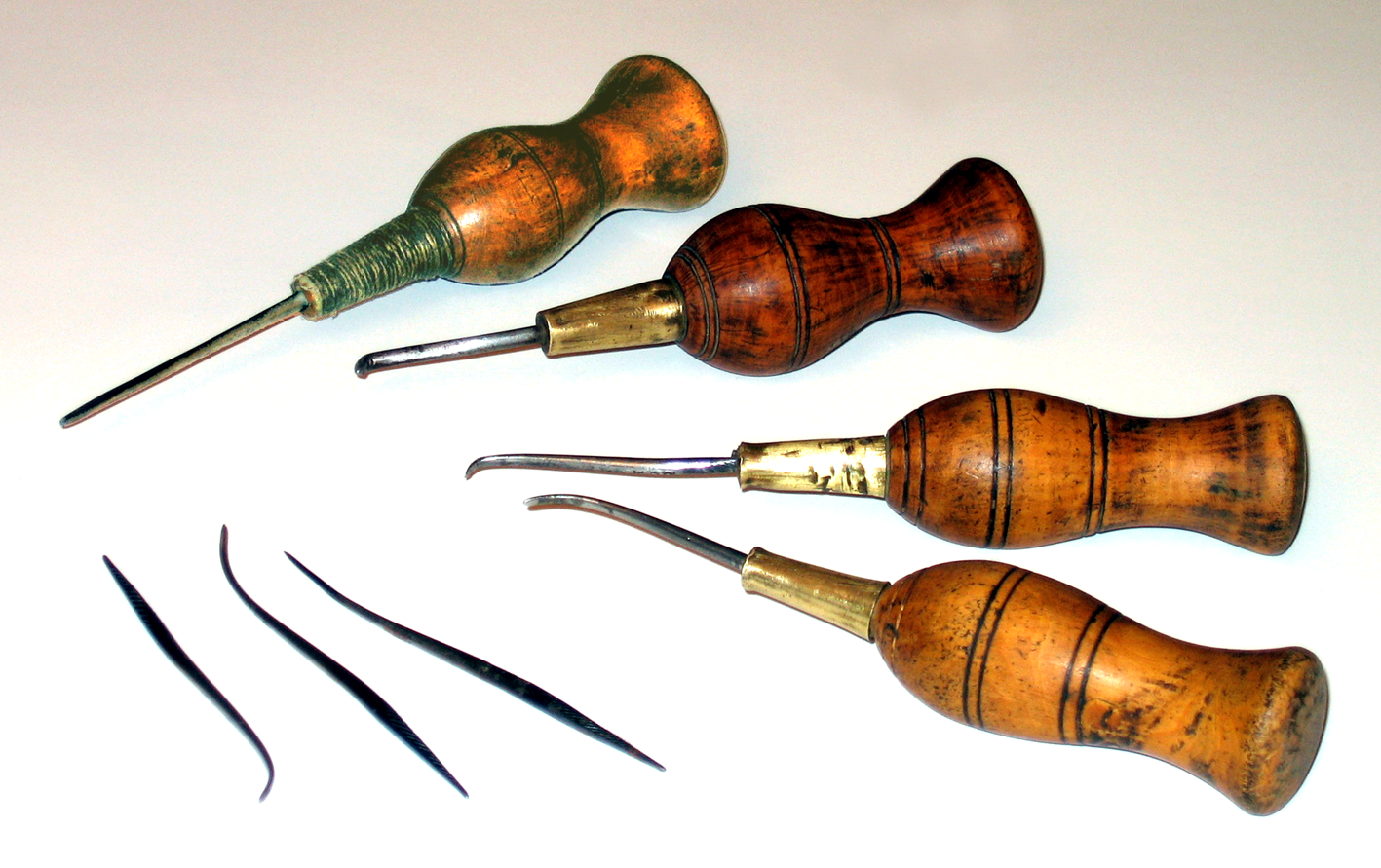
Schuhmacherahlen

Eine Ahle (auch als Ort, Pfriem oder Vorstecher bezeichnet) ist ein einfaches Werkzeug, mit dessen Hilfe Löcher in verschiedene Materialien gestochen oder vorhandene Löcher geweitet werden können. Sie ist ein spitz zulaufender, dünner Metallstift, der entweder gerade verläuft oder sichelförmig gebogen ist und mit einem Griff oder einem Öhr ausgestattet sein kann. Häufig wird die Ahle bei der Bearbeitung von Leder verwendet. Es gibt verschiedene Formen, die an die spezifischen Bedürfnisse einzelner Handwerke wie Schuhmacherei oder Sattlerei angepasst sind.
Die Setzerahle wurde im graphischen Gewerbe beim Bleisatz und Buchdruck zum Korrigieren und zum Ausbinden des fertigen Satzes mit einer Kolumnenschnur benutzt.

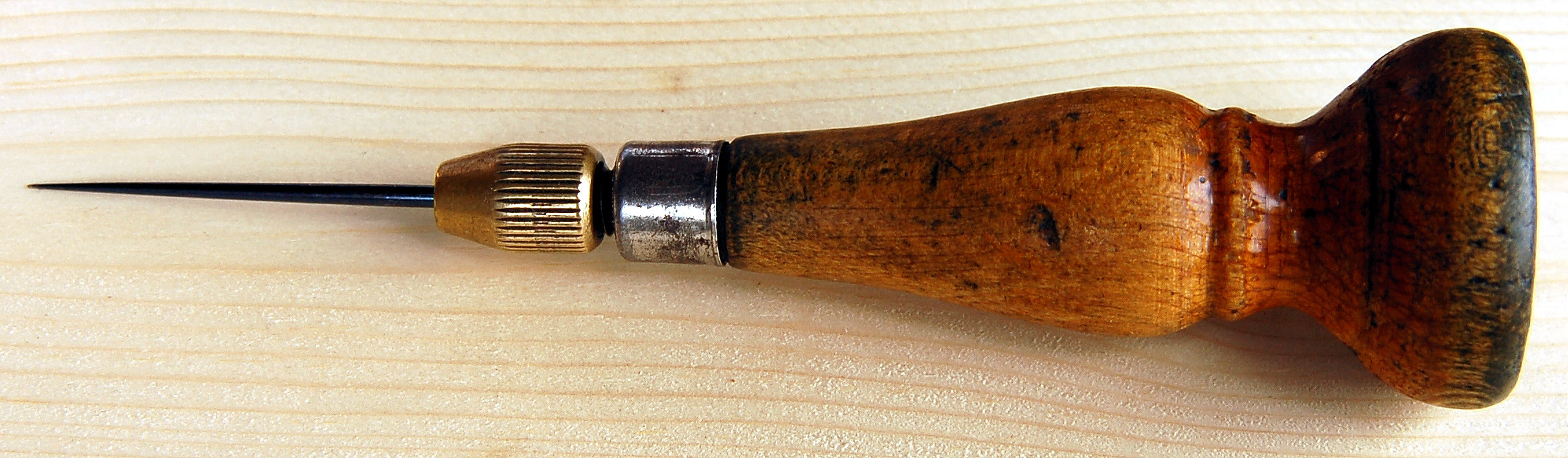
Setzerahle für den Bleisatz mit auswechselbarer Spitze

Im Korbmachergewerbe wird dieses Werkzeug heute noch als Prim bezeichnet, bei den Seilern ist es der Spleiß, im Baumarkt findet es sich häufig unter dem Begriff Spitzbohrer. Auch bei den Schneidern wird der Pfriem heute noch benutzt, um z. B. stumpfe Löcher in ein Gewebe zu bohren, ohne letzteres zu zerstören.
Sattler und Schuhmacher verwenden Plattahlen, Plattörter, Flachörter, Schwertörter, Sattlerahlen oder Selettahlen, um Löcher in Leder vorzustechen.
Im Handwerk der Segelmacher wird die Ahle als Pricker bezeichnet und besitzt oft einen Kunststoffgriff. Sie wird genutzt, um Segel aufzuspannen, Straks anzuzeichnen und Löcher für Handnähte vorzustechen.

## Geschichte

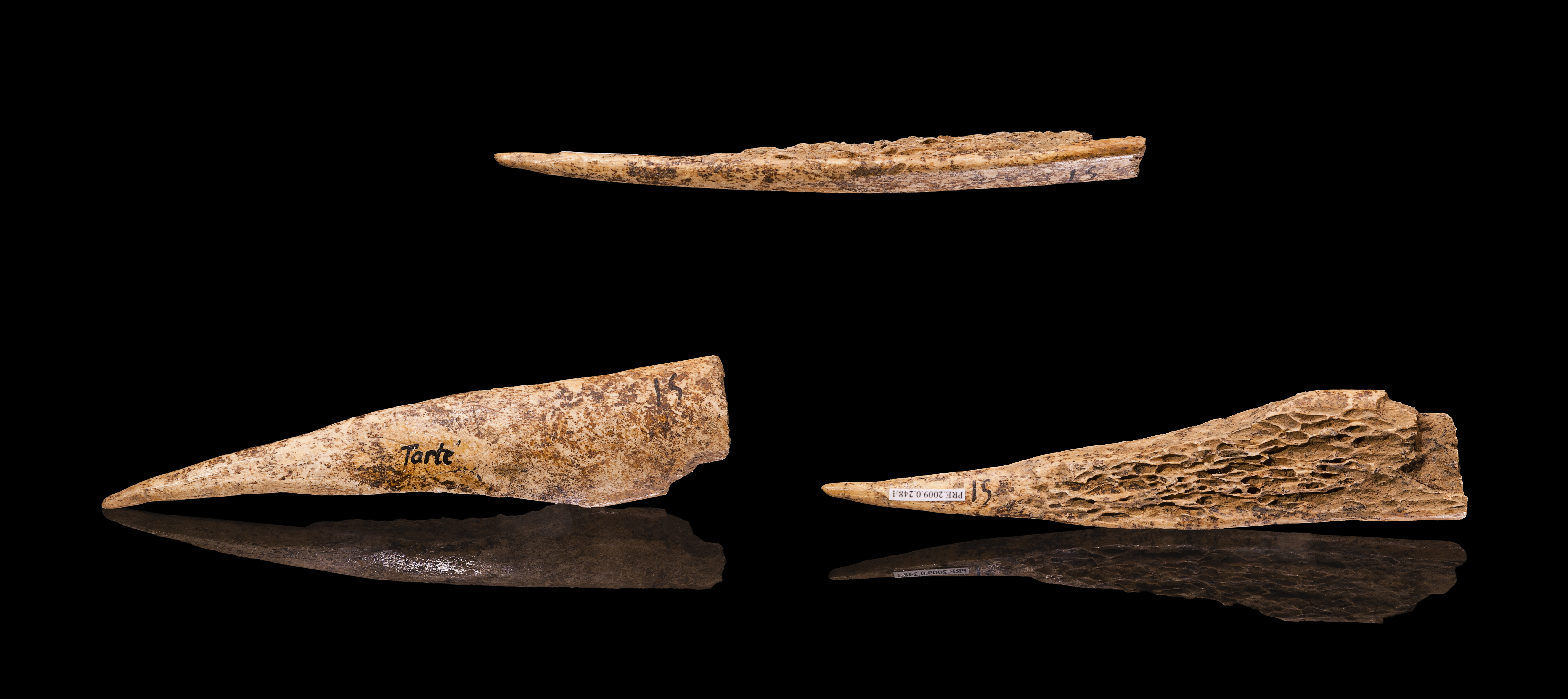
Ahlen aus dem Jungpaläolithikum

Ahle mit rotem Griff, Wappen von Evingsen

Die Ahle (mittelhochdeutsch āle; von indogermanisch *ēlā ‚Ahle‘) ist eines der ältesten Werkzeuge. Schon die Neandertaler und die ersten Siedler des anatomisch modernen Menschen (Homo sapiens) in Europa schufen sich aus Knochen Ahlen, die vermutlich vor allem bei der Herstellung der Fellkleidung eingesetzt wurden. Der Fund eines Knochenpfriems aus Untertürkheim (ca. 120.000 Jahre, Eem-Warmzeit) stellt die älteste potenzielle Ahle dar. In der Spätphase der Neandertaler (zwischen 40–30.000 Jahren, Châtelperronien) treten diese Knochenpfrieme häufig in Fundstellen auf.
Bereits in der Zeit der Bandkeramik, also der ersten Ackerbaukultur in Europa, wurden Ahlen serienmäßig aus Knochen hergestellt. Diese waren fast immer aus zugespitzten Mittelhand- bzw. Mittelfußknochen geschlachteter Schafe oder Ziegen hergestellt. Auch der kupferzeitliche Mann, der um 3300 v. Chr. auf dem Similaun starb und als Gletschermumie Ötzi bekannt wurde, führte eine Knochenahle mit sich.

## Moderne Ahlen
Der prähistorischen Ahle entspricht bei modernen Werkzeugen die Stechahle, die aus einem metallenen Dorn besteht, der in einem Holzgriff geschäftet ist.

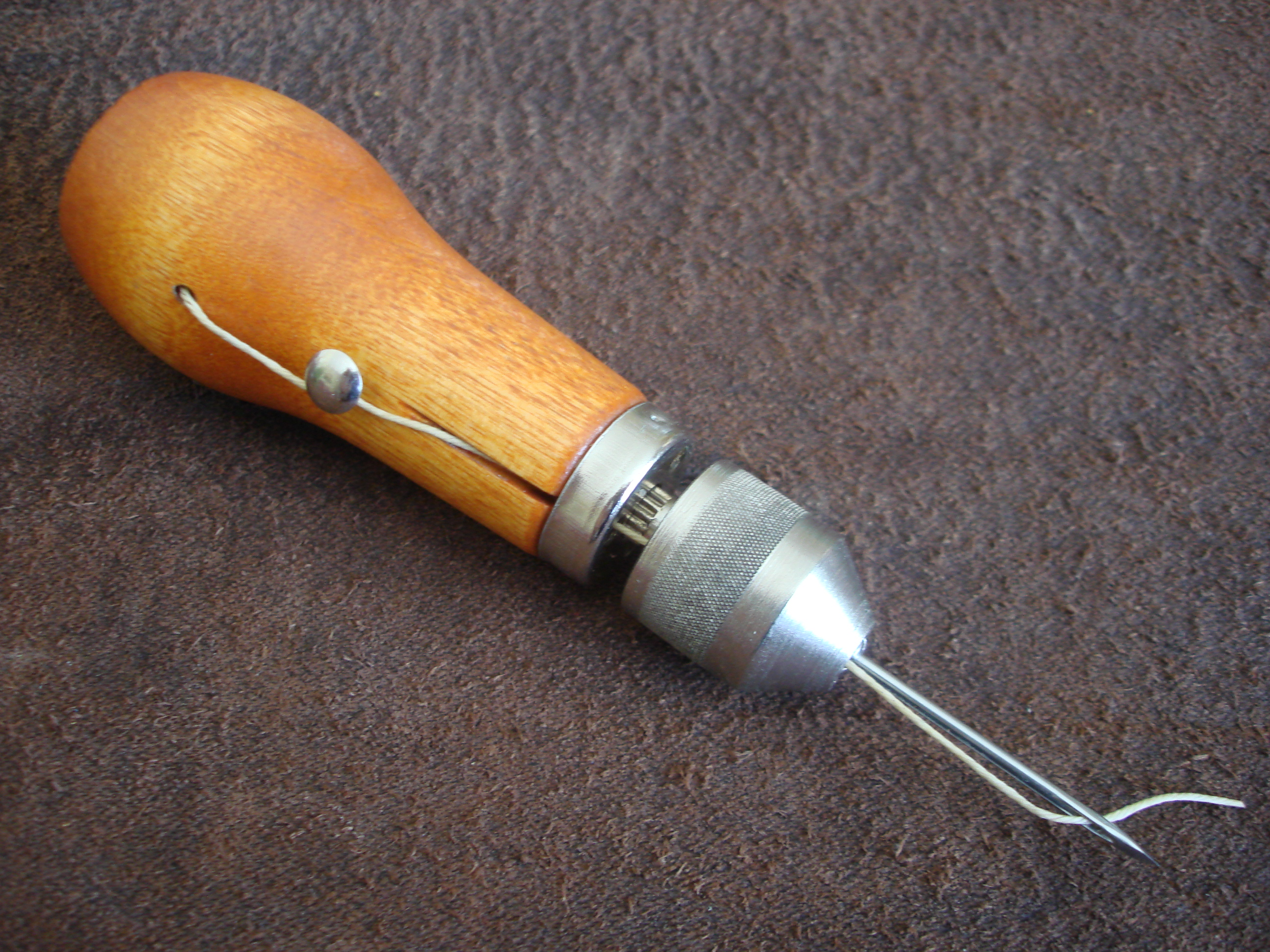
Nähahle mit im Griff integrierter Garnspule

Außerdem gibt es die Nähahle, die an der Spitze ein Nadelöhr hat und zum gleichzeitigen Durchstechen und Vernähen dient, ähnlich einer starken Nähnadel (Sattlernadel). Die Nähahle kann eine im Griff integrierte Garnspule haben.